# Negerholländisch
Negerholländisch (ndl. Negerhollands) ist der Name für eine kreolisierte niederländische Tochtersprache. Sie wurde auf den Amerikanischen Jungferninseln gesprochen.
Die Sprache besaß des Weiteren dänische, englische, französische, spanische und afrikanische Elemente. Trotz des Namens bot der seeländische Dialekt und nicht der holländische die Grundlage der Kreolsprache. Sie ist vom vormals in New Jersey gesprochenen Neger Duits zu unterscheiden.

## Geschichte
Seit ca. 1672 wurde auf den zwei Jungferninseln St. Thomas und St. Jan unter den afrikanischstämmigen Sklaven, auf der Basis des europäischen Dialektes des Seeländischen, eine kreolisierte Form des Niederländischen gesprochen. Ausgangssprachen ihrerseits waren wahrscheinlich die Kwa-Sprachen. Diese kreolisierte niederländische Umgangssprache wurde etwas später auch von der europäischen Bevölkerung übernommen.

Diese Sprachvariante stand dem europäischen Niederländischen noch sehr nahe, aber sie war schon als eigenständige Sprache – als eine Tochtersprache – des Niederländischen zu betrachten. So beschrieb Dirk Christiaan Hesseling 1905 das Verhältnis zwischen Niederländisch und dem Negerholländischen wie folgt: 

„… dat zij (…) in wetenschapplijke zin geen Nederlands genoemd kan worden.“

„... dass sie (…) aus wissenschaftlicher Sicht kein Niederländisch genannt werden kann.“

Seit 1732 bzw. 1756 waren zwei Missionswerke auf den Inseln aktiv: deutsche Herrnhuter (1732) und dänische Lutheraner (1756).
Um das Jahr 1820 war das Negerholländische noch weit verbreitet und wurde hauptsächlich als Kirchensprache verwendet. Es wurde in zwei unterschiedlichen Schriftvarianten verwendet: Die Herrnhuter verwendeten die damalige niederländische und die Lutheraner die dänische Orthografie. Doch bereits 1904 war das Negerholländische völlig vom Englischen überlagert worden und es entstand eine englisch-niederländische Umgangssprache, die wenig später zugunsten des Englischen aufgegeben wurde.
Seit dem Zweiten Weltkrieg gilt die Sprache als ausgestorben.

## Sprachproben
„En hem ha kom verklaert voor sender, en sie Angesigt ha skien als die Son, en sie Kleer ha kom soo wit als die Ligt.“

„As Pussie ka slaep, Rotto le kurrie na Vluer“

„Wenn die Katze schläft, laufen die Ratten über dem Boden“

„Ju no weet, wat sender le due?“

„Weißt du nicht, was sie machen?“